# Dragan Čavić
Dragan Čavić (Zenica, 19. ožujka 1958.), predsjednik Republike Srpske od 2002. do 2006.

## Mladost
Osnovnu i srednju školu je završio u Banjoj Luci, a diplomirao na Ekonomskom fakultetu u Banjoj Luci 1980. godine.
Radio je kao ekonomist, financijski menadžer i komercijalni direktor u nekoliko državnih i privatnih firmi.

## Politička karijera
Do 1997. nije bio politički aktivan. Te godine učlanio se u Srpsku demokratsku stranku. Obavljao je dužnost zamjenika predsjednika predsjedništva stranke od lipnja 1998. do ožujka 2002. Na unutarstranačkim izborima 2002. godine izabran je za zamjenika predsjednika stranke.
Godine 1998. izabran je u za poslanika u Narodnoj skupštini Republike Srpske, ali ga je s te dužnosti uklonio tadašnji visoki predstavnik Carlos Westendorp zbog, kako je obrazloženo, opstrukcije provođenja Daytonskog mirovnog sporazuma. Uklanjanje s dužnosti podrazumijevalo je zabranu političkog djelovanja, no tu je odluku 1999. poništio Westendorpov nasljednik, Wolfgang Petritsch.
Čavić je obnašao dužnost zamjenika predsjednika RS od 2000. do 2002. godine.
Dragan Čavić postao je predsjednik Republike Srpske 28. studenog 2002. nakon općih izbora u Bosni i Hercegovini u listopadu, zamijenivši tako bivšeg predsjednika Mirka Šarovića.
Čavić je dobio 35.9% glasova, dok je njegov najuspješniji protukandidat, Milan Jelić, osvojio 22.1%. Odziv birača iznosio je 53.9%.
Na općim izborima u BiH 2006. godine, Dragan Čavić je izgubio u trci za predsjednika RS od protukandidata Milana Jelića (SNSD). Ubrzo nakon toga je okrivljen za izborni poraz i podnio ostavku na mjesto predsjednika SDS-a.
| Prethodnik:                 | Predsjednik Republike Srpske 2002. – 2006. | Nasljednik:               |
| Mirko Šarović 2000. – 2002. | Predsjednik Republike Srpske 2002. – 2006. | Milan Jelić 2006. – 2007. |